# Villa Wurmbach

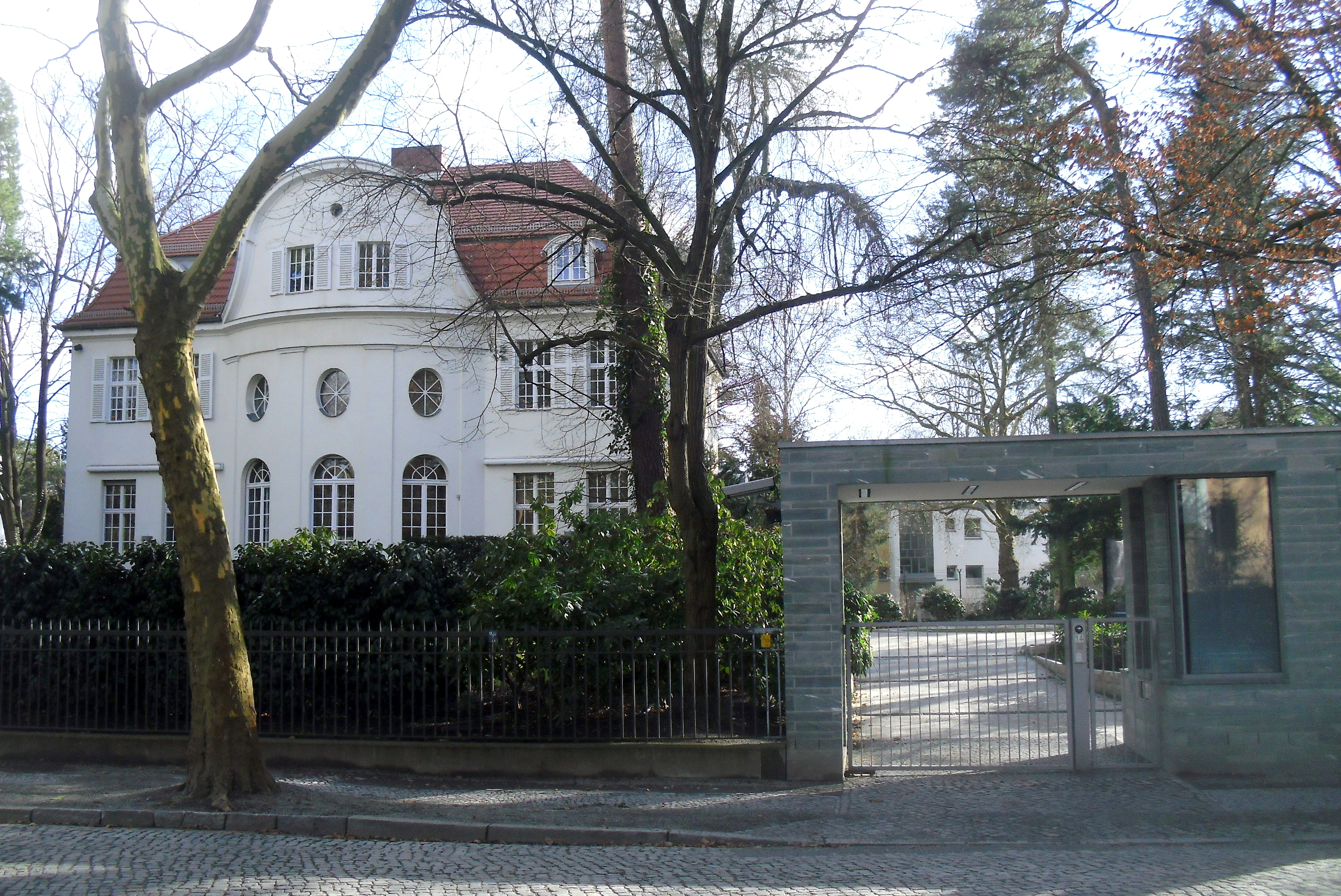
Villa Wurmbach, 2010

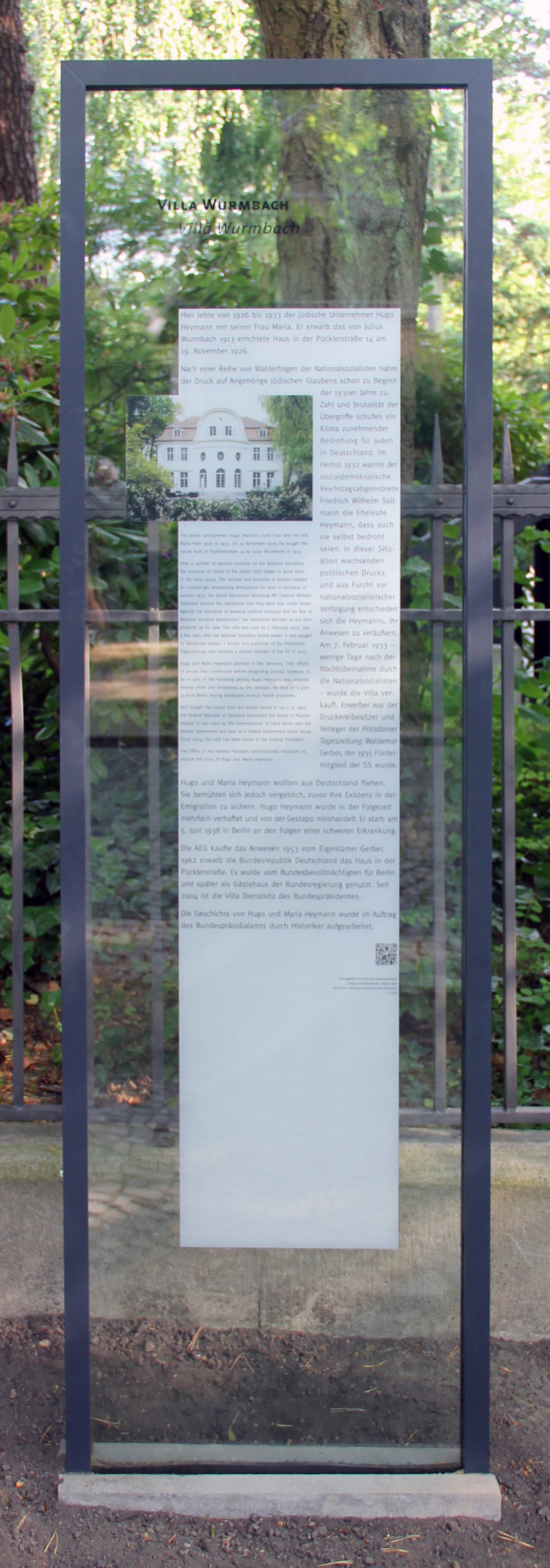
Die im Jahr 2018 errichtete Gedenktafel vor der Villa Wurmbach erinnert an den jüdischen Vorbesitzer Hugo Heymann und seine Frau Maria

Die Villa Wurmbach ist eine Villa in der Pücklerstraße 14 in Berlin-Dahlem, die seit 2004 als Dienstvilla des Bundespräsidenten genutzt wird. Sie ist nach ihrem ersten Besitzer benannt, dem Unternehmer Julius Wurmbach. 

## Geschichte

### Besitzer und Nutzung
Die Villa wurde in den Jahren 1912/13 in Dahlem, das damals südwestlich von Berlin lag, im Auftrag des Unternehmers Julius Wurmbach im Reformstil erbaut. Wurmbach geriet durch die Inflation 1914 bis 1923 in wirtschaftliche Schwierigkeiten und beging im Oktober 1926 Suizid.
Aus Wurmbachs Nachlass kaufte Hugo Heymann die Villa mit 400 m² Wohnfläche zuzüglich Dach und Keller für 150.000 Reichsmark. Er investierte weitere 20.000 Reichsmark in Um- und Ausbauten.
Im Februar 1933 verkaufte Heymann die Villa an den Verleger Waldemar Gerber (1888–1968) aus Potsdam, den Herausgeber der Potsdamer Tageszeitung. Gerber verkaufte das Haus im Jahr 1953 an den Energiekonzern AEG.
1962 kaufte die Bundesrepublik Deutschland die Villa Wurmbach von der AEG und nutzte sie als Gästehaus. Im Jahr 1998 millionenteuer renoviert, war die Villa Wurmbach vor der Fertigstellung des Bundeskanzleramts von 1999 bis 2001 Wohnsitz des Bundeskanzlers Gerhard Schröder.
Seit 2004 ist die Villa Wurmbach die Dienstvilla des Bundespräsidenten. So war sie Wohnsitz von Horst Köhler, Christian Wulff und Joachim Gauck. Derzeit wird sie von Frank-Walter Steinmeier bewohnt.

### Bewertung des Verkaufs von Heymann an Gerber
Der Reichstagsabgeordnete Wilhelm Sollmann (SPD), ein langjähriger Freund der Heymanns, warnte das Ehepaar im Herbst 1932, dass für die Juden in Deutschland „furchtbare Zeiten“ bevorstünden. Der Verkauf von Hugo Heymann an Waldemar Gerber fand dann am 7. Februar 1933 statt, kurz nach der Machtergreifung des NS-Regimes. Der Kaufpreis betrug nur 86.000 Reichsmark. Der Kaufvertrag wurde vor dem Notar Georg Lehmann gefertigt.
Heymanns Witwe Maria klagte 1951 auf Restitution der Villa. Das Landgericht Berlin lehnte die Klage ab, obwohl ihre Haushälterin und Sollmann ihre Aussagen bestätigten. Der Notar Georg Lehmann, der 1940 nach Argentinien emigriert war und nach dem Untergang des NS-Regimes nach Deutschland zurückgekehrt war, sagte aus, der Verkauf sei ordnungsgemäß vonstattengegangen. Der jüdische Rechtsanwalt, der den Verkauf abwickelte und später selbst zur Flucht gezwungen war, sagte im Entschädigungsprozess aus, er hätte nie daran teilgenommen, wenn Druck auf Heymann im Spiel gewesen wäre. Das Gericht urteilte, dass Heymann, der zunächst in Deutschland blieb, mit dem Verkauf hätte warten können. Er hätte dann später einen besseren Preis erzielen können als 1933, als die Immobilienpreise im freien Fall waren.
Der vom Bundespräsidialamt 2016 als Gutachter beauftragte Historiker Michael Wildt geht davon aus, „dass Gerber Heymanns Notlage ausnutzte“. Die Heymanns sahen sich nach Warnungen von gut vernetzten Freunden vor 1933, die sie sehr ernst nahmen, in unmittelbarer Gefahr. Der Käufer der Villa, der Potsdamer Verleger Waldemar Gerber, sei dem NS-Regime „vielfältig verbunden“ gewesen, er verlegte unter anderem bis zuletzt Durchhalteschriften für die Wehrmacht. Damit sei der Verkauf verfolgungsbedingt gewesen.